# Puy de Gudette
De Puy de Peyre-Arse is een berg in het Cantalgebergte in het Centraal Massief. De top bevindt zich op een hoogte van 1423 meter in het departement Cantal. De berg heeft een vulkanische oorsprong.